# Sun Come Up
Sun Come Up é um documentário em curta-metragem de 2010 dirigido por Jennifer Redfearn. Como reconhecimento, foi nomeado ao Oscar 2011 na categoria de Melhor Documentário em Curta-metragem.